# NGC 6826
NGC 6826（Caldwell 15）は、はくちょう座の惑星状星雲である。多くの星雲が同様の「まばたき」現象を見せるが、この星雲は一般に「まばたき星雲」と呼ばれる。小さな望遠鏡で直接見ると、中央の恒星の明るさが目を圧倒し、周りの星雲の部分が隠される。しかし、そらし目をすると周りの星雲もよく見えることから「まばたき」していると言われる。
この星雲の際だった特徴は、高速低電離発光域(FLIER)として知られる両側の2つの明るい部分である。これは比較的若く、超音速で外側に向かって移動する領域である。ワシントン大学のBruce Balickによると、「観測上のいくつかの特徴は、中央の恒星から外側に向けて、非常に最近（約1000年前）に流れ出てきた火花のようなものであることを示唆している。しかしその形からは、これらが安定なもので、恒星からの物質の放出は、恒星の表面からガスをこすり落としながら既に通り過ぎたように見える。将来のハッブルの観測でFLIERの位置をモニターをすることで、この問題を解決することができる。どちらの場合でも、FLIERの形成は、恒星の進化のいかなるモデルでも簡単に説明できるものではない」。